# Zeta Crateris
Zeta Crateris (Chang Sha (長沙), 5 Crateris) é uma estrela dupla na direção da constelação de Crater. Possui uma ascensão reta de 12h 20m 33.71s e uma declinação de −22° 12′ 57.0″. Sua magnitude aparente é igual a 5.20. Considerando sua distância de 385 anos-luz em relação à Terra, sua magnitude absoluta é igual a −0.16. Pertence à classe espectral B8V. É uma estrela variável suspeita.